# Madunice
Madunice este o comună slovacă, aflată în districtul Hlohovec din regiunea Trnava. Localitatea se află la altitudinea de 148 m deasupra n.m., se întinde pe o suprafață de 11,99 km2 și în 2017 număra 2.218 locuitori.

## Istoric
Localitatea Madunice este atestată documentar din 1113.

## Demografie
| An:                | 1994 | 2004    | 2014   | 2024   |
| ------------------ | ---- | ------- | ------ | ------ |
| Număr de persoane: | 1854 | 2040    | 2191   | 2340   |
| Diferență:         |      | +10,03% | +7,40% | +6,80% |

| An:                | 2023 | 2024   |
| ------------------ | ---- | ------ |
| Număr de persoane: | 2341 | 2340   |
| Diferență:         |      | −0,04% |